# Rise of the Rōnin
Rise of the Rōnin (titulado La ascensión del Rōnin en Hispanoamérica) es un videojuego de rol de acción desarrollado por Team Ninja y publicado por Sony Interactive Entertainment para PlayStation 5 y por Koei Tecmo para Microsoft Windows. El juego se lanzó el 22 de marzo de 2024 en PlayStation y el 11 de marzo de 2025 en PC.

## Jugabilidad
Rise of the Rōnin es un videojuego similar a los anteriores trabajos de Team Ninja, como Wo Long: Fallen Dynasty y Nioh 2, que permite a los jugadores crear un personaje personalizado. El combate presenta una amplia variedad de armas comunes durante la Guerra Boshin, como katanas y varias armas de fuego utilizadas en esa época. El juego también cuenta con opciones de historia en momentos clave, lo que permite a los jugadores aliarse o luchar contra varios personajes no jugables y así afectar el curso de la historia.

## Historia
Ambientado en Edo a finales del siglo XIX durante Bakumatsu, los últimos años del período Edo, el juego describe la guerra Boshin entre el Shogunato Tokugawa y varias facciones anti-shogunato descontentas con la influencia occidental después de la reapertura forzada de Japón tras el período Sakoku.

## Desarrollo
Rise of the Rōnin fue anunciado oficialmente el 13 de septiembre de 2022 durante una transmisión en vivo de un State of Play organizado por Sony. El desarrollo del juego comenzó en 2015, con la asistencia de XDev de PlayStation Studios. Según el presidente de Team Ninja, Fumihiko Yasuda, quieren crear un juego que represente a Japón en sus momentos más oscuros, citando el periodo Bakumatsu como una era en la que los videojuegos «evitan». La configuración del juego también se presta a su experiencia, debido a su experiencia del equipo en la creación de juegos centrados en ninjas y samuráis, como Ninja Gaiden y Nioh. Según Yasuda, Rise of the Rōnin es el proyecto más ambicioso que ha desarrollado Team Ninja.